# La Pimienta
La Pimienta es una localidad del estado mexicano de Chiapas. Es parte del municipio de Simojovel.

## Demografía
| Gráfica de evolución demográfica |
|                                  |

| Censo | Población |
| ----- | --------- |
| 1970  | 410       |
| 1980  | 575       |
| 1990  | 980       |
| 2000  | 1 187     |
| 2010  | 1 755     |
| 2020  | 1 986     |